# Blind Revenge
Blind Revenge, distribuito negli Stati Uniti, è un film britannico del 2010 diretto dal regista cileno Raúl Ruiz, basato sul romanzo A Closed Book del 2000 di Gilbert Adair, su un autore cieco che impiega un assistente per aiutarlo a scrivere suoi romanzi. Per tutto il film l'assistente inizia a fare scherzi sempre più crudeli al suo datore di lavoro. Il film è interpretato da Daryl Hannah nei panni dell'assistente Jane Ryder e Tom Conti nei panni dell'autore Sir Paul. A Closed Book è stato girato a Knebworth House nel Regno Unito.

## Trama
Sir Paul (Tom Conti) è un critico d'arte e scrittore rimasto accecato in un incidente d'auto. Vive da solo in una grande villa nel Regno Unito. Sta cercando un amanuense o "ghost writer" che lo aiuti a scrivere il suo ultimo libro, un'autobiografia, e intervista diversi candidati senza successo finché Jane Ryder (Daryl Hannah) non fa domanda per la posizione. Poiché è intelligente e schietta, Sir Paul la assume e spiega che ora vivrà nella casa prima di presentarle la signora Kilbride (Miriam Margolyes), la cuoca e governante. Quindi le parla della sua claustrofobia e della "terribile paura del buio", nonostante la sua cecità, e chiede che le luci vengano accese "esattamente nello stesso momento in cui lo sarebbero in una casa normale".
Jane inizia a esplorare la villa da sola, notando quanti mobili sono ricoperti di panni bianchi, prima di imbattersi in un orsacchiotto con un occhio solo. Prende l'orso e distoglie gli occhi dalla sua faccia. Un'inquadratura di un dipinto viene quindi mostrata inspiegabilmente insieme ai suoni della risata di un bambino.
A colazione Sir Paul e Jane discutono dei loro rispettivi fastidi domestici, e Sir Paul si arrabbia in modo sproporzionato perché Jane dice ripetutamente "nessun problema". Le chiede di portare alla sua attenzione tutto ciò che fa che lei trova irritante. Jane menziona il suo dire "povero" come aggettivo, descrivendolo come paternalistico. Sir Paul poi dice a Jane che può sia sentirla sorridere che pensare. Inizia poi a dettare il suo libro che decide di chiamare, A Closed Book, a Jane mentre lei digita. Sir Paul si arrabbia di nuovo molto con Jane per non aver seguito le sue istruzioni. Dopo aver finito di scrivere, Sir Paul chiede a Jane di acquistare un puzzle di un dipinto specifico come favore che lei accetta di fare. Successivamente le chiede di chiamare il suo agente per dargli la notizia del suo nuovo libro in lavorazione. Jane compone il telefono e parla con qualcuno prima di dire a Sir Paul che il suo agente è attualmente fuori dal paese e non disponibile. Le cose procedono senza intoppi fino a quando Jane inizia a cambiare leggermente le cose, come togliere i quadri dalle loro cornici e capovolgerli. Il suo vero scopo nella villa inizia a diventare ancora più discutibile quando inizia a mentire a Sir Paul, affermando che indossava un abito rosso quando indossava jeans e una camicia e dà fuoco ad alcuni dei suoi libri nel camino. Sir Paul inizia a mettere in discussione la vita personale di Jane, in particolare la sua vita amorosa, ma lei rivela poco e chiede che l'argomento venga cambiato. Sir Paul inizia a sospettare di Jane quando lei, senza consultarlo, manda a casa la signora Kilbride per una settimana.
Mentre canta nella vasca da bagno, Sir Paul continua a sentire strani rumori. In un'occasione Jane lo rassicura e, alla sua partenza, al pubblico viene mostrata un'altra inquadratura dell'orsacchiotto seguita da un dipinto di una ragazzina che gioca con un orsacchiotto e dal suono delle risate dei bambini.
Le bugie e le intrusioni di Jane diventano sempre più ovvie quando mente a Sir Paul sulla morte di Madonna e sul suicidio di O. J. Simpson. I sospetti aumentano ulteriormente quando la signora Kilbride torna a casa e trova un puzzle che Sir Paul ha chiesto a Jane di acquistare, che si rivela essere il puzzle sbagliato. Questo fa sì che Sir Paul perda la fiducia in Jane mentre scrive del dipinto nel suo libro. Jane assicura a Sir Paul che niente del genere accadrà mai più. Più tardi, la signora Killbride li chiama per informarli che suo marito potrebbe avere un cancro ai polmoni e che non potrà più lavorare per un po' di tempo.
I sospetti di Sir Paul vengono placati quando una parlamentare visita la sua casa per convincerlo a votare per i Conservatori. Dato che Sir Paul le incute timore, risponde positivamente a tutte le sue domande e legge ad alta voce ciò che Jane ha scritto nel suo libro, dopo che lui aveva insistito che lo facesse per lui. Fortunatamente per Jane, la sua trascrizione delle sue parole sul computer è accurata. Jane in seguito intensifica le sue manovre contro di lui e un giorno lascia un'armatura sul pavimento e sposta diverse scrivanie e un certo numero di libri. Sa che Sir Paul sbatterà contro questi oggetti, il che lo farà inciampare e cadere dalle scale. Poi torna in casa. Sir Paul chiama il suo agente per la prima volta nel film e scopre che in realtà è stato nel suo ufficio tutto il tempo e non ha mai fatto un viaggio.
Finalmente Sir Paul si rende conto che Jane sta tentando di ucciderlo, e ha un confronto con lei, nella sua camera da letto. Lei gli dice che il suo defunto marito, Ralph, una volta aveva tenuto una mostra d'arte in una prestigiosa galleria, dove era stato severamente criticato da Sir Paul. Viene rivelato che le rapide inquadrature dei dipinti mostrate durante il film sono in realtà le opere del suo defunto marito. A causa del materiale oggetto dei suoi dipinti, Ralph era stato arrestato e accusato di essere un pedofilo. In seguito si era ucciso. Dopo aver paragonato Sir Paul a "un libro chiuso" e aver dichiarato che deve distruggerlo come lui ha distrutto Ralph (devo distruggere te come hai fatto tu con Ralph), Jane lo spinge in un armadio ed esce di casa, con Sir Paul che le urla dietro. Tuttavia, quando torna a casa per colpa e poiché le manca la capacità di uccidere qualcuno, Jane scopre che Sir Paul è scappato dall'armadio. Aveva chiamato la signora Killbride con un telefono che aveva dimenticato in tasca da una scena precedente, dicendole che si era chiuso nell'armadio. Quindi, Sir Paul punta una pistola contro Jane e spiega che Ralph si è ucciso perché non sopportava la verità su se stesso, che sapeva che ciò che Sir Paul aveva scritto su di lui era vero. Sir Paul poi confessa di aver visto questo "abuso di minori per procura" nei dipinti perché aveva visto in quei quadri il suo stesso segreto. Anche Sir Paul è un pedofilo. Invita Jane a sparargli, ma lei invece esce di casa. Mentre si allontana, Sir Paul si spara all'interno della villa.

## Interpreti e personaggi
- Tom Conti: Sir Paul, autore e critico d'arte rimasto accecato in un incidente.
- Daryl Hannah: Jane Ryder, un'assistente alla scrittura assunta da Sir Paul, le cui intenzioni diventano meno chiare man mano che la storia continua.
- Miriam Margolyes: la signora Kilbride, cuoca e governante di Sir Paul.
- Simon MacCorkindale: Andrew Boles, agente di Sir Paul.
- Elaine Paige: una propagandista, rappresentante dei conservatori in visita alla casa di Sir Paul.
- Ty Glaser: successore di Jane

## Produzione
La sceneggiatura del film è stata scritta da Gilbert Adair, autore del romanzo su cui era originariamente basato il film.
Quando gli fu chiesto del film durante un'intervista con l'autore Michael Goddard, che ha scritto The Cinema of Raúl Ruiz: Impossible Cartographies, il regista Ruiz disse: "Ho avuto dei problemi con quello che forse sai; è il modo in cui i film sono prodotti in Inghilterra che è radicalmente diversò da come vengono prodotti i film in molti altri paesi.In Inghilterra il regista è un tecnico, questo è diverso da un regista, e ho ricevuto una lettera molto divertente all'inizio delle riprese, "ricordati che questo non è un film d'autore, (usando la parola francese), non lo vogliamo, vogliamo un film normale.' Quindi ho seguito la sceneggiatura, sai i sermoni, "Servo per fare la sceneggiatura, solo la sceneggiatura e nient'altro che la sceneggiatura", ma poi la sceneggiatura cambiava ogni giorno, veniva cambiata dagli attori, dal produttore, dai problemi di soldi, quindi stavo seguendo qualcosa che non era molto chiaro, era confuso e poi ho realizzato una versione e hanno iniziato a lavorare con questa versione, cerco sempre di fare un film in modo tale che puoi montarlo solo in un modo, o talvolta in due ma non di più, e siccome il film doveva essere fatto in tre settimane e poco più, quindi doveva essere veloce, ho il mio alibi. Posso fare solo questo, non ho tempo per molti tagli. Quindi niente primi piani, niente controcampo, ce n'erano alcuni, ovviamente, ma in un modo diverso. Quindi non potevano finirlo e hanno iniziato a cambiare le inquadrature; [cambiavano] un'inquadratura con un'altra e improvvisamente il film diventò sempre più debole e perse tutta l'energia. Ho visto il film, ho l'originale e ho questo ed è una specie di inganno, è l'unico film in cui ho avuto questa esperienza".
Questo film è stato uno degli ultimi di Ruiz prima della sua morte nel 2011. È stato distribuito direttamente in DVD nel Regno Unito, in Australia e in Nuova Zelanda dopo la sua prima sul mercato di Cannes del 2009. Il nome di Ruiz nei titoli di coda è dato dalla sua ortografia non spagnola usata di rado di Raoul, probabilmente a causa dell'identità britannica del film.

## Accoglienza
L'accoglienza della critica è stata nel complesso scarsa, con poche eccezioni. The Times gli ha assegnato una stella (su cinque) e l'ha definito un "piccolo film atroce e inquietante". Il Daily Telegraph gli ha assegnato 2 stelle su 5, affermando: "A Closed Book sembra meno un thriller che una presa in giro di un esteta". Anche The Guardian ha dato una recensione negativa e solo 2 stelle su 5, descrivendola come "una storia sciocca su un critico d'arte cieco". Forse la più aspra è una recensione di Time Out London che ha dato al film solo 1 stella, scoprendo che "gli apologeti di Raul Ruiz hanno il loro bel da fare".
Anthony Quinn di The Independent gli ha assegnato 3 stelle su 5 affermando che "la sua assoluta improbabilità è ciò che ti tiene anche lì dentro". Anche Leo Robson del Financial Times ha assegnato al film 3 stelle su 5, affermando che "Gli eventi diventano gradualmente gotici, con oggetti in cui si va a urtare nella notte, come spesso accade nei film che contengono personaggi ciechi o ambientati in case di campagna e quindi ecco che il divertimento raddoppia e tutto culmina in un colpo di scena finale che deve essere visto per non essere creduto." Sull'aggregatore di recensioni Rotten Tomatoes il film ha ricevuto un punteggio critico del 14% su 14 critici con una valutazione media di 3,9/10.